# (35269) Idéfix
(35269) Idéfix (désignation internationale (35269) Idefix)  est un astéroïde de la ceinture principale découvert le 21 août 1996 par les astronomes tchèques Miloš Tichý et Jana Tichá à l'observatoire Kleť.

## Étymologie
(35269) Idéfix, nommé provisoirement 1996 QC1, est nommé d'après le personnage Idéfix de la bande dessinée Astérix.